# Gare de Saint-Chamond
Gare de Saint-Chamond – stacja kolejowa w Saint-Chamond, w departamencie Loara, w regionie Owernia-Rodan-Alpy, we Francji.
Została otwarta przez Compagnie du chemin de fer de Saint-Étienne à Lyon w 1832 roku. Obecnie jest stacją Société nationale des chemins de fer français (SNCF) obsługiwaną przez pociągi TER Rhône-Alpes kursujące między Lyonem, Firminy i Saint-Étienne.